# Distrito de Yuracmarca
El distrito de Yuracmarca es uno de los diez que integran la provincia peruana de Huaylas ubicada en el Departamento de Ancash, bajo la administración del Gobierno regional de Ancash. en el Perú.

## Historia
El distrito fue creado mediante Ley N° 4662 del 9 de mayo de 1923, en el gobierno del Presidente Augusto B. Leguía.

## Geografía
Tiene una superficie de 565.7 km².

## Capital
Su capital es el poblado de Yuracmarca.

## Autoridades

### Municipales
- 2019 - 2022[2]
  - Alcalde: Miguel Ángel Huiza Paulino, del Movimiento Regional El Maicito.
  - Regidores:

  1. Eugenio Gregorio Moreno Huiza (Movimiento Regional El Maicito)
  2. Jesús Samuel Encarnación Solórzano (Movimiento Regional El Maicito)
  3. Alindo Aurelio Villanueva Romero (Movimiento Regional El Maicito)
  4. Soledad Almeyda Moreno Acuña (Movimiento Regional El Maicito)
  5. Leopoldo Albino López Nuñuvero (Movimiento Regional Ande - Mar)

Alcaldes anteriores
- 2011-2014:[3] Pablo Pedro López Paulino, del Movimiento Acción Nacionalista Peruano (MANP).
- 2007-2010: Carlos Raúl Hernández Cottos.

## Festividades
La fiesta patronal se celebra a la honra y prez de  Inmaculada Concepción, día central 8 de diciembre